# 真・三國無双Online
『真・三國無双OnlineZ』（しん・さんごくむそうオンラインゼット）は、コーエーテクモゲームス（旧コーエー）が開発し、GAMECITYが運営しているマルチ・プレイヤー・オンラインアクションゲームである。MORPGと構造が似ているが、コーエー独自のジャンル名は「一騎当千MMOアクション」である。

## 概要
『真・三國無双Online』は、コーエーブランドとしては初のMMORPG以外のオンラインゲームである。
前身となったのは『真・三國無双BB』（しん・さんごくむそうビービー）であり、課金システムやゲーム内容などを変更して2007年11月からサービスを開始した。
当初はWindows版のみでサービス提供していたが、2010年2月18日よりPlayStation 3、2014年9月18日よりPlayStation 4でのサービスを開始した。2015年11月19日より2017年3月16日までPlayStation Vitaでもサービスが提供されていた。
2009年3月に公開された拡張パック（メジャーアップグレード）よりゲームタイトルに「～神将乱舞～」が付与された。その後は拡張パックがリリースされる毎に「蒼天乱舞」「龍神乱舞」へと変更された。2013年7月に公開された拡張パック第4弾より「真・三國無双Online Z」となり、現在も（2016年7月時点）このタイトルである。
日本以外にも台湾（香港・マカオも含む）、中国、韓国、欧米（Dynasty Warriors Online）においてサービスを展開している。現在は（2015年1月時点）韓国、北米でのサービスは終了している模様。
無双シリーズで初めてダウンロード版が発売された作品でもある。また、Windows版がオリジナルなのはシリーズ初である。
『真・三國無双』シリーズのアクションをそのままに、オンライン上でプレイヤーひとりひとりが武将となり、様々な人々とふれあい、激しい戦闘を繰り返し三国志の歴史を自ら作ってゆく。
プレイヤーは各勢力に所属する一兵卒として開始することになるが、戦場での扱いは一貫して指揮官である。
他勢力との小規模な戦闘と位置づけられる「激突」や、月に二度開催される「争奪」を通し自勢力の領土を拡大していき、乱世の統一を目指すことになる。
無双武将等の設定はサービス開始から2013年7月までは『真・三國無双4』をベースとしていて、呂布、龐徳、馬超だけは4の衣装の色違いになっていた。2013年7月18日の大型アップグレードにて既存武将のデザインは『真・三國無双6』のモデルへと変更された。2017年11月のメジャーアップグレードにて武将のデザインが『真・三國無双7』のモデルに変更された。
PS3版では『真・三國無双5』のゲームエンジンを使用しているが、Windows版で作成されたGAMECITYのIDは使用出来なくなっている為に新たな登録が必要となる。
PC版では、PS3版のサービス稼動前に伴うアップデートにて、コーエーのロゴの前に「コーエーテクモホールディングス」のロゴが先に出るようになった。

## 課金方式
『真・三國無双BB』とは方針を転換し基本料金は無料で、アイテム課金で収益をあげるという形になっている。ゲーム内には2種類の通貨が存在し、ゲーム内で入手できる軍資金と課金により入手できる無双コインに分けられる。
無双コインを消費し購入できるものは、家具や屋敷の増築、武器改造、服飾、アイテム等があるが、家具・屋敷関連以外は軍資金で取引できるため課金者と無課金者で差が少ないことが特徴である。
上記の概要の項目にてWindows版で作成されたGAMECITYのIDではPS3版でのログインが出来ない為にWIndows版とPS3版間での無双コインの共有は出来ない形となっている。

## 操作方法
キーボード、マウス、ゲームパッドに対応しており、ゲームパッドを使用すれば従来作品と同様の簡単な操作でプレイできる。
キーボードとマウスによる操作はキーボードでキャラクターの移動を行い、マウスで攻撃と視点移動を行うことになる。
キャラクターの移動、通常攻撃、チャージ攻撃、ジャンプ、ガード、無双乱舞等の操作を駆使することで、数千もの大軍を蹴散らしプレイヤー同士の駆け引きを楽しむことができる。

## ゲームシステム

### プレイヤーキャラクター
キャラクターメイキング
1アカウントにつき1キャラクター作成できる。プレイヤーは名前と出身地を設定し、性別（男女）、体型4種類、顔つき8種類、顔の特徴（男性9種類、女性7種類）、髪型10種類、髪・肌・瞳の色（カラーピッカーによる設定）、声（男性35種類、女性25種類）を選択する事が可能。
キャラクターの成長
レベルなどは設定されておらず、戦闘をこなすことで手に入る義に応じ身分が上がっていくことになる（新兵〜大将軍）。
これによる能力値の上下は無く、キャラクターの能力値は武器、服飾によって左右される。
内政スキル
戦闘に直接関わりが無いが、特務をこなすことで内政スキルが成長していく。内政スキルを上げることで戦利品が良くなったり、行商などのNPCから品物を安く購入できるようになる。
練成スキル
内政スキル同様戦闘には直接関係しない。スキルを成長させることでアイテムの合成や服飾の仕立ての成功率が上がる。

### 勢力
キャラクターメイキング後、プレイヤーは所属する勢力を選ぶ事になる。所属できる勢力はシナリオによって違い、三国志のメインとなる曹操（曹丕）、孫権（孫堅、孫策）、劉備だけではなく、呂布、袁紹、董卓、馬超などの勢力に属することもできる。なお、別勢力へ移籍する事も可能である。
仕官
初めのチュートリアル後に勢力に属する無双武将の下へ仕官する事になる。勢力と同様にシナリオ、年代によって登場する武将が違う。
各武将には武将ボーナスが付いており、仕官することで能力値、内政にボーナスステータスが付く。
また好感度も設定されており、親しくなると名前で呼んでもらえる。
街
街は勢力ごとに分かれており、武官や文官等に話しかけることで戦闘へ出るロビー形式をとっている。プレイヤーは街の中で他プレイヤーとの交流、武器や服飾の売買・強化、特務を請け負う等ができる。
またプレイヤーには屋敷が与えられ各所有物や戦績、書簡の確認、休息をとることができ、戦闘が終われば屋敷へ戻ってくることになる。屋敷に家具を置くことで所有できる武器や服飾の上限を増やすことができる。
練成
街では錬成鼎や錬成機を用いることで、複数の効果を併せ持ったアイテムや、服飾の染色、新たに服飾を作り出すことが出来る。成功率は練成スキルに依存する。
コミュニティ
本作ではゲーム内コミュニティとしてギルドが設定されている。同じギルド内では専用のチャットチャンネルとしてギルドチャットが使用できるようになり、またギルドメンバー内で装備品や軍資金を共有する事も可能である。
ギルド同士で戦闘をする「ギルド激突」や「ギルド演習」等も設定されている。
桃源郷
街にいる『桃源天女』に話しかけると勢力の隔てなく訪れることができる中立の街。『崑崙天女』に話しかけると「崑崙山」、『國士仙人』に話しかけると「国士無双戦」にそれぞれ出撃できる。騎乗できないなど一部機能が制限されている。

### 装備品
武器
モーションは基本的に『真・三國無双4』がベースにされており、通常攻撃とチャージ攻撃を組み合わせて戦う。
いわゆるMMORPG等における職業にあたり、能力値、スロット位置等に差異がある。プレイヤーは好きな武器を選び戦場へ出ることになる。
武器にはランクが設定されてあり、身分によって装備可能なランクが上がっていく（ランク1〜ランク7）。
また、武器には『刻印』と呼ばれる武器ごとに設定されたチャージ1、チャージ6の種類があり、チャージ1は4種類、チャージ6はそれに加え2種類増えた6種類がある。
錬成炉により各種属性（炎・氷・雷・風・斬）を付加することが出来る。これにより武器の配色が変わり、特定攻撃において属性が発動することがある。
武器種は今後のアップデートで順次追加されていく予定である。
| 魏武将         | 呉武将           | 蜀武将         | 晋武将           | その他                         |
| -------------- | ---------------- | -------------- | ---------------- | ------------------------------ |
| 大斧（徐晃）   | 鉄鞭（黄蓋）     | 偃月刀（関羽） | 鏢（王元姫）     | 双錘（貂蝉）                   |
| 砕棒（許褚）   | 甲刀（甘寧）     | 直槍（趙雲）   | 青龍刀（司馬師） | 長棍（無双onlineオリジナル）   |
| 朴刀（夏侯惇） | 双鞭（太史慈）   | 幻杖（龐統）   | 螺旋槍（鄧艾）   | 妖杖（張角）                   |
| 砕棍（夏侯淵） | 双剣（陸遜）     | 長双刀（魏延） | 飛翔剣（鍾会）   | 蛮拳（孟獲）                   |
| 戦斧（典韋）   | 桜扇（大喬）     | 鉄槍（馬超）   |                  | 獄刀（董卓）                   |
| 双戟（龐徳）   | 鉄剣（周瑜）     | 鉄矛（張飛）   |                  | 戦盤（無双onlineオリジナル）   |
| 燕扇（司馬懿） | 両節棍（凌統）   | 羽扇（諸葛亮） |                  | 多節鞭（無双onlineオリジナル） |
| 鉄鈎（張郃）   | 夏圏（孫尚香）   | 斬馬刀（関平） |                  | 宝剣（袁紹）                   |
| 鉤鎌刀（張遼） | 積刃剣（孫権）   | 戦戈（月英）   |                  | 投弧刃（祝融）                 |
| 将剣（曹操）   | 弧刀（周泰）     | 盤刀（黄忠）   |                  | 呪符（左慈）                   |
| 牙壁（曹仁）   | 旋棍（孫策）     | 尖剣（劉備）   |                  | 鉄戟（呂布）                   |
| 鉄笛（甄姫）   | 牙剣（孫堅）     | 三尖槍（姜維） |                  | 巨剣（無双OROCHI伏犠）         |
| 双刃剣（曹丕） | 桃扇（小喬）     | 叉突矛（星彩） |                  | 細剣（無双OROCHI女媧）         |
| 双鉞（張遼）   | 断戟（呂蒙）     | 龍扇（諸葛亮） |                  | 麟角刀（無双onlineオリジナル） |
|                | 火焔圏（孫尚香） |                |                  | 穿刃（無双onlineオリジナル）   |
|                |                  |                |                  | 狼牙棒（無双onlineオリジナル） |
|                |                  |                |                  | 蛇剣（無双onlineオリジナル）   |
|                |                  |                |                  | 重手甲（無双onlineオリジナル） |
|                |                  |                |                  | 龍牙鉤（無双onlineオリジナル） |
|                |                  |                |                  | 堕落（無双OROCHI妲己）         |
服飾
服飾には頭、胴、腕、足、背の5種類があり自由に組み合わせて装備することが出来る。キャラクターの見た目が変化し、各種基本値を上下させるが、武器ほど大きく上昇することは無い。
なお服飾の装備に対する制限は無く、新兵から大将軍まで同様の装備品を扱える。
服飾は練成による仕立てによって、色の変更や属性への耐性付加、通常の激突等では入手できない新たな服飾を作り出すことができる。

## シナリオ
サーバーによってシナリオが設定されているが、現在選択できるシナリオはひとつだけである。
|    | シナリオ名       | 開始年度 | サーバー名 | 期間                            | 勢力                                   | 統一勢力 |
| -- | ---------------- | -------- | ---------- | ------------------------------- | -------------------------------------- | -------- |
| 1  | 『反董卓連合』   | 190年    | 玄武       | 2006年11月1日 - 2007年11月25日  | 董卓軍・袁紹軍・曹操軍・劉備軍・孫堅軍 | 董卓軍   |
| 2  | 『飛将呂布』     | 194年    | 青龍       | 2007年11月28日 - 2008年7月13日  | 呂布軍・曹操軍・劉備軍・孫策軍         | 呂布軍   |
| 3  | 『官渡の戦い』   | 200年    | 朱雀       | 2008年7月15日 - 2009年3月15日   | 袁紹軍・曹操軍・劉備軍・孫権軍         | 袁紹軍   |
| 4  | 『赤壁大戦』     | 208年    | 白虎       | 2009年3月17日 - 2009年11月15日  | 曹操軍・劉備軍・孫権軍                 | 孫権軍   |
| 5  | 『荊州鳴動』     | 218年    | 黄龍       | 2009年11月17日 - 2010年11月11日 | 魏軍・呉軍・蜀軍                       | 蜀軍     |
| 6  | 『連環の計』     | 191年    | 麒麟       | 2010年11月11日 - 2011年07月21日 | 董卓軍・袁紹軍・曹操軍・孫堅軍・劉備軍 | 董卓軍   |
| 7  | 『潼関の戦い』   | 211年    | 鳳凰       | 2011年07月21日 - 2012年 3月14日 | 馬超軍・曹操軍・孫権軍・劉備軍         | 曹操軍   |
| 8  | 『夷陵の戦い』   | 221年    | 霊亀       | 2012年 3月15日 - 2012年11月13日 | 魏軍・呉軍・蜀軍                       | 魏軍     |
| 9  | 『小覇王立つ』   | 194年    | 応龍       | 2012年11月15日 - 2013年7月16日  | 曹操軍・孫策軍・劉備軍                 | 曹操軍   |
| 10 | 『司馬氏台頭』   | 238年    | 獅子       | 2013年7月18日 - 2014年3月18日   | 晋軍・呉軍・蜀軍                       | 晋軍     |
| 10 | 『定軍山の戦い』 | 217年    | 白龍       | 2014年3月20日 -                 | 曹操軍・劉備軍                         |          |

## 戦闘概要
基本操作
従来の無双シリーズの操作を踏襲し、方向キー（アナログスティック）による移動、通常攻撃、チャージ攻撃、ジャンプ、無双乱舞、ガード、マップ切り替えを使用し操作する。
弓攻撃は無く、代わりに下に記述する仙箪強化を行うための操作が登場している。ゲームパッド使用可。チャットはスペースキーから行うことができる。
仙箪強化システム
従来作品とは違い戦闘は初期能力状態で開始し、プレイヤーは戦闘中に仙箪と呼ばれるひょうたん状のアイテムを入手し使用することで各能力を向上させることができる。各強化は、鍛錬をすることで最大値（☆）を増やすことができる。
武器ごとにスロット番号が違う攻撃強化、破壊強化、防御強化、体力強化、無双強化と副将強化（スロット4番目固定）、連撃強化（スロット7番目固定）、究極強化（スロット7番目固定）に分けられる。
究極強化は連撃強化を3回発動した後に可能となり、武器ごとに決められた特殊効果を30秒間生み出すことが出来る。その効果は自身の攻撃力が3倍や自軍兵士の強化、ミニマップのジャミングなど様々である。
仙箪を使用するまでは入手する毎にスロットが最大7まで回り、使用するとスロット0になる。なお、最大値まで強化したスロットは使えなくなる（究極強化を除く）。戦闘終了後、または撤退時に仙箪による能力向上は初期化される。
なお鍛錬が行われていないスロットはランダムスロットとして扱われ、攻撃2倍、防御2倍、移動最大の効果を引き出すことが出来る。効果時間はスロット位置に準じ5秒〜30秒である。
消費アイテム
戦闘へ出る際、アイテムを装備することで特殊な効果を付加することができる。各種基本値に影響を与えたり、武器に属性を付加する等多様な効果がある。
消費アイテムは直接アイテムと補助アイテムの2種類があり、直接アイテムは戦闘中に効果を発揮し、補助アイテムは主に戦闘後の戦利品や使用した武器に影響を及ぼす。
副将
プレイヤーは戦場へ副将を1人連れて行くことができる。従来作品の護衛武将にあたり、副将ごとに様々なスキルを有している。
また親密度及び意欲が設定されてあり、意欲が高い状態で戦闘を終了した時、献上品としてアイテムを獲得することもある。
副将はプレイヤーと同様に姿と声に種類があり、戦場で副将の魂を手に入れることで獲得できる。中には動物の副将もいる。
格
激突、乱戦、攻防戦は格分けされており、身分と武器鍛錬によって「新参」「熟練」「精鋭」「無双」に分けられる。
「無双」は武器鍛錬や身分を問わない。
攻防戦には「新参」「熟練」はない。
争奪は格分けされず「無双」が適用される。

### 戦闘の種類
いずれのコンテンツも参加人数に空きがある場合はNPCが代用される。
特務に関しては対NPCである。
時間内に勝利条件を満たせなかった場合は、判定基準によって勝敗を決する。
設定により撃破数、総合評価、指揮官撃破数、宝物数（宝物搬入のみ）、戦力数（撃滅のみ）のいずれかで勝敗を決定する。
判定条件がなしの場合は時間切れになったらすべて引き分けとなる。
激突
最大4vs4、他の勢力との間で日々繰り返される小規模な戦闘と位置づけられる。
マップは「平地」「堅関」「密林」「連環船」「隔壁」「山道」「湖沼」「都城」「要塞」「河港」「連峰」「川島」「要塞改」の13種類。
激突には大きく分けて以下の6種類の勝利条件がある。
『敵拠点制圧』『全拠点制圧』
敵拠点制圧は敵軍の拠点を全て制圧すると勝利となり、全拠点制圧は戦場にある全ての拠点を制圧すると勝利となる。
『2000人撃破』
既定の撃破数を先に達成した軍が勝利となる。
『対決』『総力戦』
敵指揮官を撃破することを目的とする戦闘。対決は指揮官総撃破数が10に達すると勝利となる。総力戦は「より多くの敵指揮官の撃破」した側の勝利となる。（総力戦は2015年7月に実装）
『宝物搬入』
2016年1月のアップデートにてリニューアルされた。宝物の搬入数を競う対戦で、制限時間内に10個の宝物を自軍拠点に運んだ勢力が勝利となる。以前は敵兵や戦場にある木箱・壷などから複数の宝物が出現したが、リニューアル後は常に1つの宝物しか出なくなった。宝物を入手すると姿が変化して「防御力」と「移動力」が大幅に下がる。
『敵戦力の撃滅』
敵戦力ゲージを0にするか、より多く減らした勢力の勝利となる。自軍拠点を一定時間維持することによって敵戦力にダメージを与えることができる（2016年4月の改変で大きく仕様が変更された）。
『神速戦』
ランダムで選出されたお題を、先に達成した勢力の勝利となる（神速戦は2016年10月に実装）。
争奪
自勢力の都市と敵対勢力の都市の支配権を争う大規模な戦闘。
戦闘で勝利することによって兵力を減少させ、敵軍を殲滅させた方が勝利勢力となる。
勝利した勢力は領地を獲得し、その都市にいる無双武将を自軍に所属させることができる。
争奪の戦場には必ず総大将が出撃する。
シナリオ変更時に行われる最終決戦も争奪と同義である。
戦闘ルールは激突にある『対決』『総力戦』『宝物搬入』を除いた『制圧』『2000撃破』『敵戦力撃滅』に、争奪オリジナルの戦闘ルールである『総大将撃破』が加わる。
『総大将撃破』
敵総大将を先に撃破した軍の勝利となる。
演習
同勢力内で通常の激突と同様に行う戦闘。
特務
特務の種類によって味方側に最大4人で出撃する。
MMORPGにおけるクエストにあたり、プレイヤーが街にいる人々や無双武将、酒場の主人から請け負い、報酬として各アイテムや特殊なエモーションを入手することができる。
乱戦
2009年3月に実装。
最大12対12で行う大規模な戦闘。
マップは「砦」「山道」「湿原」「洞窟」「密林」の5種類。
戦闘開始時にすでに仙箪強化を終えた状態で始まり、敵軍の兵糧残量を0にすることで勝利となる。
拠点を制圧してそれを一定時間維持するか、敵兵糧庫内にある火薬を破壊することによって敵の兵糧を減らすことができる。時間内に0にできなかった場合は兵糧の残量によって勝敗を決する。
崑崙山
山区と呼ばれるクエストを順番にクリアしていくトライアルモード。多くの山区をクリアしていくほど報酬は良い物となるが、失敗すると価値の下がった物となってしまう。山区の合間で下山することが出来、引き際の見極めが重要となる。崑崙山には四聖獣が現れ、倒すと特殊な素材を得られることがある。
國士無双戦
最大25人で行うバトルロワイヤル戦。すべてのプレイヤーが敵となり、最後の一人が残るか15分間過ぎるかすると終了となる。「健在状態」を長く保つ、戦闘で活躍して「國士武功」を多く稼いだプレイヤーが成績上位者として発表され成績に見合った報酬が得られる。
國士無双戦の開催は不定期。
攻防戦
2014年11月に実装。
最大8対8で行う大規模な戦闘。
マップは「城砦」「湖沼」の2種類。
戦闘開始時に既に仙箪強化を終えた状態で始まる。
勝利条件は攻撃側は兵糧庫の制圧、防御側は残り時間が5分になるまで第一陣を突破されないか、終了時間まで兵糧庫の防衛成功が勝利条件となる。

### 廃止された戦闘の種類
闘技
2008年11月に実装され、2012年3月に廃止された。
最大4vs4、戦闘開始時にすでに仙箪強化を終えた状態で始まり、従来作品に登場した戦神の斧、戦神の鎧、韋駄天靴などが戦場に出現し、指揮官を撃破することを目的とする。判定は指揮官撃破数。
賊討伐
2009年11月17日の「Revolution 5」から導入され、2010年11月11日の真・三國無双Online～蒼天乱舞～へのアップデートの際に終了した。
対NPC、味方側に最大4人参加できた。「激突娘娘」と呼ばれるNPCから出撃可能。参加数や難易度に応じ様々な勝利条件が指定された。得られるアイテムは戦闘中に入手した物のみであった。
全ての条件を満たし勝利した時に、武器・服飾・アイテムのいずれかを手に入れることができた。すばやく勝利条件を満たすことで、上位アイテムを入手することがあった。
3000人撃破
2016年10月に廃止された。

## 音楽
ゲーム中の音楽には従来作品のアレンジ、新規に作られたものが使われている。
また、影山ヒロノブが作詞・作曲を手がけたイメージソング『風雲無双伝』もゲーム中で聞くことができ、影山自身をモチーフにしたNPC『影浩宣』も登場する。『蒼天乱舞』の開始と同時に新たにBGMが追加されている。
『真・三國無双BB オリジナル・サウンドトラック』
2006年12月20日、KOEI。
| DISC1 1. OPENING -DW YASU MIX- 2. I GO FROM NOW ON 3. ASTRATION 4. HEALING 5. CHEERFULNESS OF SPRING 6. PREPARATIONS 7. VIOLENTLY 8. CHASE THE BIG WAVE（『真・三國無双2』、長坂の戦い・魏） 9. AT THE RIVERSIDE（『真・三國無双3』、赤壁の戦い） 10. STORMY GROOVES（『真・三國無双2』、黄巾の乱） 11. WINNER 12. LIVELY 13. RED HOT & SPICY（『真・三國無双2』、五丈原の戦い・魏） 14. HOLD DOWN -DW YASU MIX-（『真・三國無双3』、制圧戦） 15. DIFFERENT CULTURE 16. STEAL A MARCH（『真・三國無双2』、行軍） 17. LOSER 18. AUTUMN WIND 19. ATTACK IN THE DARK 20. SUPERIOR -DW YASU MIX-（『真・三國無双2』・『真・三國無双4』、優勢） 21. INTRUDES INTO THE BATTLEFIELD （『真・三國無双2』、虎牢関の戦い） | DISC2 1. THEME OF LU BU -DW YASU MIX- 2. TYRANT -DW YASU MIX-（『真・三國無双2』、重鎮） 3. IN WINTER（『真・三國無双3』、黄巾の乱） 4. RISKING DEATH（『真・三國無双2』、エディットオープニング） 5. THE GREAT CHASER 6. LURKS IN THE DARKNESS 7. FATE OF THE NATION（『真・三國無双2』、五丈原の戦い・蜀） 8. IN CONCLUSION -DW YASU MIX- 9. DURING WARTIME 10. ORIENTAL GROOVE 11. FEAR 12. THE NIGHT OF HOLDING DOWN 13. A LAST DECISIVE BATTLE 14. INSTABILITY 15. HURRY UP!! -DW YASU MIX-（『真・三國無双2』、危機一髪） 16. HUNTER OF CALMNESS 17. DON’T GO AWAY 18. GREATEST HELP 19. VICTORY JUBILEE -DW YASU MIX- 20. AFTER THE WAR 21. THE END OF A CERTAIN WORLD 22. 風雲無双伝 |

## キャラクターボイス
プレイヤーキャラクターの声には多数の声優が用いられている。また、無双武将等のNPCにも同様にキャラクターボイスが当てられている。無双武将の担当声優については、真・三國無双シリーズ#無双武将を参照。
男性声優
堀井真吾、滝下毅、今村直樹、江川央生、藤本たかひろ、岡本寛志、平井啓二、金子英彦、佐藤正治、小林通孝、森岳志
野島健児、織田優成、高橋裕吾、根本幸多、麻生智久、難波圭一、石川英郎、松野太紀、平野正人、服巻浩司、三浦祥朗
女性声優
庄司宇芽香、江森浩子、野田順子、佐藤智恵、安西英美、日比愛子、斉藤貴美子、上村典子、川庄美雪、鹿野優以、高松由香、西原久美子、米本千珠、皆口裕子
辰巳千佐子、住友優子、山下絵里香、高松由香、宇和川恵美、板東愛、小松里歌、大河内雅子、中西悠、山口繭、笠原留美、岩本良美、渡辺美佐子

## PlayStation版
2010年2月18日にPlayStation 3版が発売、サービス開始。これまでパッケージ版として「神将乱舞」「神将乱舞プレミアムBOX」「蒼天乱舞」「蒼天乱舞4周年記念パック」「龍神乱舞」「龍神乱舞 TREASURE BOX」「龍神乱舞5周年記念パック」「Z」「Z TREASURE BOX」が発売している。2014年2月20日からはPlayStation Storeから無料でダウンロードできるようになり、パッケージ版を買わずともプレイできるようになった。2014年9月18日にはPlayStation 4でも配信が開始された。グラフィックが強化され、SHARE機能にも対応している。なお、PlayStation 4版はパッケージでの発売を予定しておらず、ダウンロード専用タイトルとなっている。
パッケージ版には一枠キャラクターを追加できるシリアルコードが添付されている他、ゲーム内アイテムを入手できるシリアルシートが付随する。シリアルシートには基本的に使用期限はなく旧題パッケージ版のものでも問題なく使用でき、PlayStation 3専用ということはなくPC版でも使うことができる。追加特典の付いたプレミアムBOX、TREASURE BOXには通常版のシリアルシートとは別にBOX特典のシリアルシートが加わり、オリジナルサウンドトラック、設定資料集などが同梱される。
基本的にWindows版との大きな違いは無く、基本無料のアイテム課金のみであり、月額課金やアップデートによる課金は行われない。同一のサーバーを使用しており、機種の隔てなく共にプレイすることが可能である。
ただし、PlayStation版ではSD/HDの高解像度でのプレイが可能であり、無双コイン購入の手続きが異なる等若干の差異がある。
前述のとおり、Windows版で作成したGAMECITYのIDは、2014年現在PlayStation版では利用不可であり、WindowsとPlayStation間でIDを共有することは出来ない。

## 主な歴史
- 2004年9月13日 - 株式会社コーエー、ソフトバンクBB株式会社、ビー・ビー・サーブ株式会社の3社により、『真・三國無双』シリーズのオンライン版『真・三國無双BB』が正式発表される。
- 2005年3月9日 - 六本木ヴェルファーレにて『真・三國無双BB』の記者発表会を開催。
- 2006年3月23日 - テクニカルテストの募集を開始。対象者は、Yahoo! BBの会員で、かつテクニカルテストのモニターに当選した2万名。
- 2006年5月31日 - テクニカルテストの開始。同年6月11日まで実施した。
- 2006年9月27日 - プレオープンサービスの開始。同年10月29日まで実施した。Yahoo! BBおよびSoftBankブロードバンドサービスの利用者のみ参加可能。
- 2006年11月1日 - 『真・三國無双BB』正式サービスの開始。シナリオ「反董卓連合」の開始。プレオープンサービスと同様にプロバイダによる制限があり、料金は従量課金制。
- 2006年12月20日 - 『真・三國無双BB』オリジナル・サウンドトラックの発売。
- 2006年12月27日 - 大型アップデート「Evolution 1」の実施。
- 2007年4月14日 - 大型アップデート「Evolution 2」の実施。
- 2007年5月16日 - インターネットサービスプロバイダ制限を開放。
- 2007年9月1日 - 『真・三國無双BB』の運営を担当していたELEVEN-UP株式会社が、『真・三國無双BB』の運営を含む担当事業の全てをCJグループ傘下のCJインターネットジャパン（現・ネットマーブルジャパン）株式会社へ譲渡する。
- 2007年11月25日 - シナリオ「反董卓連合」の最終決戦実施、及びシナリオの終了。『真・三國無双BB』の終焉。
- 2007年11月28日 - 『真・三國無双Online』としてリニューアル。料金の無料化、サーバー活動時間の24時間化、シナリオ「飛将呂布」の開始、武器鍛錬の仕様変更、ランク5武器の実装等。
- 2007年12月17日 - アップデートスケジュールの発表。2007年12月19日「真・風雲無双伝」、2008年1月18日「新春」、同年2月20日「春節」。以降、毎月1度のアップデートが実施されてゆく。
- 2008年3月19日 - 大型アップデート「Revolution 1」（端午、初夏、七夕）の実施。
- 2008年7月13日 - シナリオ「飛将呂布」の最終決戦実施、及びシナリオの終了。
- 2008年7月15日 - 大型アップデート「Revolution 2」（鉄槍、鉤鎌刀、赤壁）の実施。シナリオ「官渡の戦い」の開始。
- 2008年10月7日 - 映画『レッドクリフ Part I』とのタイアップキャンペーンの実施。
- 2008年11月18日 - 大型アップデート「Revolution 3」（鉄矛、羽扇、列伝）の実施。
- 2009年2月23日 - 映画『レッドクリフ Part II』とのタイアップキャンペーンの実施。
- 2009年3月15日 - シナリオ「官渡の戦い」の最終決戦実施、及びシナリオの終了。
- 2009年3月17日 - 拡張パック第1弾「真・三國無双Online 〜神将乱舞〜」の実施。全プレイヤーへ向け、無料で拡張された。シナリオ「赤壁大戦」の開始。
- 2009年7月21日 - 大型アップデート「Revolution 4」（弧刀、牙壁、戦戈）の実施。三国志を題材とした漫画・アニメである『蒼天航路』とのタイアップキャンペーン実施。
- 2009年11月15日 - シナリオ「赤壁大戦」の最終決戦実施、及びシナリオの終了。
- 2009年11月17日 - 大型アップデート「Revolution 5」（鉄笛、旋棍、盤刀）の実施。シナリオ「荊州鳴動」の開始。
- 2010年2月18日 - PlayStation 3版の発売とサービスの開始。同時にPS3で始める新規プレイヤー向けにキャンペーンを実施した。
- 2010年3月18日 - 大型アップデート「Revolution 6」（双刃剣、呪符、尖剣、三尖槍）の実施。（～6月17日）
- 2010年6月16日 - 50万ユーザー突破記念キャンペーンの実施。
- 2010年7月15日 - 大型アップデート「Revolution 7」（叉突矛）の実施。
- 2010年11月11日 - 拡張パック第2弾 「真・三國無双Online～蒼天乱舞～」の実施。新シナリオ「連環の計」開始。
- 2010年12月16日 - アップデート「呂布」（鉄戟）の実施。（～2011年1月20日）
- 2011年4月21日 - 大型アップデート「Revolution 8」（麟角刀）の実施。
- 2011年5月19日 - アップデート「伏犠」（巨剣）の実施。
- 2011年6月2日 - アップデート「女媧」（細剣）の実施。
- 2011年7月21日 - 大型アップデート「Revolution 9」（牙剣）の実施。
- 2011年11月17日 - 大型アップデート「Revolution 10」（狼牙棒）の実施。
- 2012年3月15日 - 拡張パック第3弾「真・三國無双Online 〜龍神乱舞〜」の実施。
- 2012年7月19日 - 大型アップデート「Revolution 11」（蛇剣）の実施。
- 2012年9月20日 - アップデート「小喬」（桃扇）の実施。（～10月4日）
- 2012年11月15日 - 大型アップデート「Revolution 12」(重手甲)の実施。
- 2013年1月17日 - アップデート「春節」（穿刃）の実施。（～2月28日）
- 2013年3月21日 - 大型アップデート「Revolution 13」(龍牙鈎)の実施。
- 2013年4月 - 越後谷和広がプロデューサーに就任。
- 2013年5月16日 - 『無双 OROCHI』コラボアップデート「妲己」（堕落）の実装。（～6月20日）
- 2013年7月18日 - 拡張パック第4弾「真・三國無双Online Z」（鏢）の実施。
- 2013年8月15日 - アップデート「司馬昭」（青龍刀）の実施。（～9月19日）
- 2013年9月19日 - アップデート「鄧艾」（螺旋槍）の実施。（～10月10日）
- 2013年11月21日 - 大型アップデート「Rising 1」（雷鳴槍）の実施。(～12月12日)
- 2013年12月19日 - アップデート「孫尚香」（火焔圏）の実装。（～2014年1月16日）
- 2014年1月16日 - アップデート「大喬」（桜扇）の実施。（～2月20日）
- 2014年2月20日 - PlayStation 3版、無料ダウンロード版配信開始。
- 2014年2月20日 - アップデート「鍾会」（飛翔剣）の実施。（～3月18日）
- 2014年3月20日 - 大型アップデート「Rising 2」（龍扇）の実施。（～4月17日）
- 2014年4月17日 - アップデート「張遼」（双鉞）の実施。（～5月15日）
- 2014年7月17日 - 大型アップデート「Rising 3」（長弓）の実施。（～4月17日）
- 2014年9月18日 - PlayStation 4版（無料ダウンロード版）の配信開始。
- 2014年11月27日 - メジャーアップグレード『Ver.6』（打球棍）実施。「攻防戦」の実装。
- 2015年3月12日 - 運営サービス移管の発表。
- 2015年3月19日 - 大型アップデート「Rising 5」（旋撃棍）の実施。
- 2015年5月14日 - ネットマーブルジャパンの運営するWeeepleでのサービスを終了し、開発会社であるコーエーテクモゲームスの運営するゲームポータルサイトGAMECITYが運営を開始した。
- 2015年7月16日 - 大型アップデート「1st Impact」（月香鞭）の実施。
- 2015年11月19日 - PlayStation Vita版（無料ダウンロード版）の配信開始。
- 2016年1月21日 - 大型アップデート「2nd Impact」の実施。
- 2016年4月21日 - 大型アップデート「Spring Impact」の実施。
- 2016年7月21日 - メジャーアップグレード「Ver.7」の実施。「装身具」の実装。
- 2016年10月20日 - 大型アップデート「Autumn Impact」の実施。松本秀が新プロデューサーに就任。
- 2016年10月31日 - Yahoo!ゲーム版のサービスを開始。
- 2017年1月19日 - 大型アップデート「3rd Impact」の実施。武器の課金ガチャの開始。
- 2017年3月16日 - PlayStation Vita版のサービス終了。
- 2017年4月20日 - 大型アップデート「Spring Impact 2017」の実施。「武闘場」の実装。
- 2017年7月20日 - 大型アップデート「4th Impact」の実施。「討伐戦」の実装。
- 2017年10月19日 - アップデート（双斬剣）の実施。
- 2017年11月16日 - メジャーアップグレード「鬼神降臨」(Ver.8)の実施。「無双戦線」の実装。
- 2018年1月18日 - アップデート コラボ服飾「新生周倉服」「新生呂玲綺服」の実施。
- 2018年3月15日 - アップデート（匕首）の実施。
- 2018年4月19日 - アップデート すべての武器の強化合成を開放。
- 2018年8月9日 - アップデート 新服飾「雅智郭嘉服」「麗優大喬服」の実施。
- 2018年9月13日 - アップデート「曹文命」（双短銃）の実施。
- 2018年10月18日 - アップデート 「月英」（闘戈）の実施。「楽進・星彩」をモチーフにした服飾の実装。
- 2018年11月15日 - アップデート「周倉」（大鍘刀）の実施。「馬岱・関銀屏」をモチーフにした服飾の実装。
- 2019年1月24日 - アップデート ｢袁紹｣（伸細剣）の実施。
- 2019年2月21日 - アップデート 「孫堅」（九環刀）の実施。
- 2019年3月22日 - アップデート ｢司馬懿｣（翼扇）の実施。服飾を強化する機能｢服飾入魂｣の実装。
- 2019年4月18日 - アップデート ｢魏延｣（眉尖刀）の実施。
- 2019年5月23日 - アップデート ｢周瑜｣（闘棍）の実施。服飾入魂効果｢英明｣を実装
- 2019年6月20日 - アップデート ｢馬超｣（貫薙槍）の実施。
- 2019年7月18日 - アップデート ｢陸遜｣（飛燕剣）の実施。
- 2019年8月22日 - アップデート ｢于禁｣（三尖刀）の実施。服飾セットの最大所有数拡張機能を実装。
- 2019年9月19日 - アップデート ｢満寵｣（射刃槍）の実施。新究極強化「貫通」を実装。
- 2019年10月24日 - アップデート ｢魯粛｣（九歯鈀）の実施。新究極強化「破甲」を実装。
- 2019年11月21日 - アップデート 「星彩」（盾牌剣）の実施。
- 2019年12月19日 - アップデート 「呂布」（画戟）の実施。新機能｢無双パス｣を実装。
- 2020年1月16日 - アップデート 「練師」（鴛鴦鉞）の実施。武器の刻印を任意のものに変更できるアイテム「刻印石」を実装。
- 2020年3月19日 - アップデート 「呂蒙」（宝戟）の実施。
- 2020年4月16日 - アップデート 「司馬昭」（烈撃刀）の実施。
- 2020年5月21日 - アップデート 「馬岱」（隼双鉞）の実施。２つの服飾を組み合わせて新たな服飾を作り出す機能｢服飾融合｣を実装。
- 2020年6月18日 - アップデート 「王異」（峨嵋刺）の実施。造園スキルの強化に有効な装神具｢豊穣の幻霊｣を実装。
- 2020年7月16日 - アップデート 「龐統」（翳扇）の実施。
- 2020年8月20日 - アップデート 「孟獲」（眷手甲）の実施。
- 2020年9月17日 - アップデート 「孫権」（焔刃剣）の実施。２VS２の｢激突｣を実装。装神具｢妖光の翼｣と｢瑞光の翼｣を実装。
- 2020年10月22日 - アップデート 「月英」上位武器（影煉哭）の実施。
- 2020年11月19日 - アップデート 「太史慈」（壊双鞭）の実施。
- 2020年12月17日 - アップデート 「周泰」上位武器（妖）の実施。新究極強化「修羅」を実装。｢斬属性無双消費量軽減｣の効果を持つ、新しい服飾入魂効果｢昂揚｣を実装。
- 2021年1月21日 - アップデート 「関平」（裂空刀）の実施。｢呂布・貂蝉｣の衣装をモチーフにした新服飾｢極武｣と｢絶美｣を実装。
- 2021年2月18日 - アップデート 「姜維」上位武器（皇謳紫影閃）の実施。新機能｢イベントショップ｣を実装。真属性玉と究極強化｢毒牙｣の効果を強化。
- 2021年3月18日 - アップデート 「李典」（月牙鏟）の実施。特別強化の発生確率が貴石の1.5倍になる真貴石を実装。
- 2021年4月22日 - アップデート 「丁奉」上位武器（土竜轟断）の実施。新装神具「光陰の人魂」を実装。
- 2021年5月20日 - アップデート 「曹丕」上位武器（眩無奏）の実施。新究極強化「帝威」を実装。「自分の体力を上昇させる」効果を持つ、新しい服飾入魂効果「壮健」を実装。
- 2021年6月17日 - アップデート 「趙雲」上位武器（龍衝雲貫槍）の実施。新究極強化「龍魂」を実装。武器の鍛錬上限を拡充できるアイテム「鍛錬石」を実装。
- 2021年7月15日 - アップデート 「許褚」（裂棒）の実施。武器の強化合成レベルの上限を150まで解放。
- 2021年8月19日 - アップデート 「鍾会」上位武器（飛仙剣）の実施。攻撃力と移動力が上昇、および鈍足状態の敵に与えるダメージが増加する新装神具「奮迅の人魂」を実装。
- 2021年9月16日 - アップデート 「関羽」上位武器（閻龍偃月刀）の実施。装神具を分解し、別の装神具の強化に利用できる「分解」「注霊」機能を実装。
- 2021年10月21日 - アップデート 「大喬」上位武器（戯魔双杖）の実施。新究極強化「神佑」実装。新装神具「瑞光の輪」を実装。
- 2021年11月18日 - アップデート 「双斬剣」「十字戟」「両刃槍」など各種武器のドロップ開放を実施。新装神具「蒼魏明光輪」「翠蜀碧光輪」「紅呉焔光輪」を実装。
- 2021年12月15日　『真・三國無双 Online Z』は、2022年2月24日（木）10:30（予定）をもって、サービスの提供を終了の告知。
- 2022年2月24日（木）10:30時をもちましてサービスを終了。

## ゲーム内階級とは異なる、プレイヤーが生み出した様々な将軍職
アイテム将軍
ゲーム内でドロップする武器防具を集め、ゲーム内通貨、軍資金をひたすら稼ぐ事を生きがいとする将軍。基本は拠点制圧・宝物搬入・撃破2000等で行われ、r（赤武将） K（革袋） b（青武将）のドロップを報告して回収次第終了する。青武将は2PCで負け側のアカウントで武将を倒し、勝側のプレイヤーに回収してもらうやり方と、鉄鞭や獄刀の爆弾で体力を削り、雑魚にとどめを刺してもらって回収するやり方、または近くにいる武将限定になるが、青武将と赤、または黄色武将を引き合わせて倒すやり方、無双武将が出る場合は無双武将を誘導して回収するやり方がある。終盤でアイテムドロップの価値が下がり、次第にその姿を消した。
義上げ将軍
制圧、対決を速攻で終わらせて、効率的に昇格に必要な義（経験値）を稼ぐ事に力を注いだ将軍。制圧で義上げをする将軍と、対決実装後に対決で2PCを活用し、対決で義上げをする将軍とに分かれていた。制圧での義上げは、拠点制圧を速攻で終わらせる、サービス開始から続くサブPCを必要としない方法。対決での義上げは、当初負け側、もしくは敵勢力のフレンドに協力してもらい交互で勝ち負けをするか負け確定で募集する方法と、基本2PCができるホストがメンバーを集めて行う形があり、より効率を求めて防御マイナス効果のある服飾を負け側のサブに着用させ、倍率の高い攻撃で一撃で倒す2PCを使っての義上げが主流となった。早い所で1戦20秒～40秒で戦闘が終了した。また、精鋭2PC（複数PC）4対4での義上げでは、1位 義18　2位 義16　3位 義14　4位 義12となり、パーティ全体でより多く義をもらう方法としての動きも確立され、1位他同率2位に撃破数を調整する事も行われた。義上げ将軍の目的は基本的に上位マントの取得であり、仕様変更により上位マントが量産された事によりマントの価値が暴落し、次第にその姿を消した。
制圧将軍
ゲーム初期に多く存在し、激突内の拠点制圧をこよなく愛し、破壊強化に振って撃破数、拠点制圧、指揮官撃破（一騎打ち）を状況に応じて熟し、争奪等では連勝記録を伸ばしたり、頭脳プレイが得意な将軍。ゲーム終盤では争奪以外では制圧の需要がなく、ほぼ絶滅していた。残った制圧将軍は、ゲーム終盤ではほぼ対決将軍と併用しており、乱戦や攻防戦へと舞台を変えて活動の場を広げていた。
対決将軍
4対4の対決が実装されてからゲーム終盤まで最も多く存在した将軍で、1対1、1対多、多対多で仲間と協力してプレイヤーを撃破することが得意な将軍。基本的にには破壊強化を入れる事はなく、乱戦・攻防戦でも対人戦でプレイヤー撃破を主軸に勝利に貢献した。
争奪将軍
争奪で連勝記録を伸ばす事に力を注ぐ将軍。拠点制圧・撃破2000・敵戦力撃滅・総大将撃破に専用武器を用意し、パーティを組んで連勝を目指す。また、軍議が実装されたことにより、戦闘には参加しない軍師将軍も新たに生まれた。